# Detlef Kaiser (Musiker)
Detlef Kaiser (* 8. Dezember 1955 in Senftenberg) ist ein deutscher Konzertpianist.

## Leben
Detlef Kaiser studierte Klavier an der Hochschule für Musik in Dresden in der Klasse von Eva Ander. Nach dem Abschluss folgte eine Aspirantur am Tschaikowski-Konservatorium Moskau bei Wera Wassiljewna Gornostajewa und Michail Sergejewitsch Woskressenski.
Nach dem Gewinn eines Sonderpreises als bester von 46 Teilnehmern aus 15 Ländern beim Internationalen Maria-Canals-Wettbewerb 1985 in Barcelona entwickelte Kaiser eine rege Konzerttätigkeit. So gab er Konzerte in der Semperoper Dresden, im Gewandhaus Leipzig, im Schauspielhaus Berlin, in Petersburg, Moskau, Budapest, Bratislava, Havanna, Warschau, Linz, Barcelona, Limassol, Paris und Wien. Konzertreisen führten ihn in die USA und nach Japan.
Neben Soloabenden und als Kammermusikpartner war Detlef Kaiser darüber hinaus Solist bei circa 50 Sinfonieorchestern.
1992 erfolgte die Berufung auf eine Professur für Klavier an der Hochschule für Musik Carl Maria von Weber Dresden.
Kaiser war mehrfach Juror bei internationalen Klavierwettbewerben und gab Meisterkurse, unter anderen am Real Conservatorio Superior de Música de Madrid und am Pariser Konservatorium.